# Rue Plumier
La rue Plumier est une rue liégeoise située entre la rue Wiertz et la rue Bidaut à la limite du quartier Sainte-Marguerite.

## Odonymie
Théodore-Edmond Plumier, né à Liège le 8 mars 1671 et mort à Liège le 27 décembre 1733  est un peintre portraitiste liégeois et un peintre de sujets religieux et allégoriques de la fin du XVIIe et du début du XVIIIe siècle. Avec Jean-Baptiste Coclers, Paul-Joseph Delcloche, Nicolas de Fassin, Léonard Defrance et Pierre-Michel de Lovinfosse, il est l'un des plus importants peintres baroques du XVIIIe siècle de la principauté de Liège.